# Bir Ben Laabed
Bir Ben Laabed (em árabe: بئر بن العابد) é uma comuna localizada na província de Médéa, Argélia. De acordo com o censo de 2008, a população total da cidade era de 12 107 habitantes.